# DREAM.5
HEIWA DREAM.5 ライト級グランプリ2008 決勝戦（へいわ ドリーム・ファイブ ライトきゅうグランプリにせんはち けっしょうせん）は、日本の総合格闘技イベント「DREAM」の大会の一つ。2008年（平成20年）7月21日、大阪府大阪市の大阪城ホールで開催された。
本大会では、ライト級（70kg以下）グランプリのトーナメント準決勝、および決勝が行われた。

## 大会概要
ライト級グランプリ準決勝2試合が行われ、青木真也、エディ・アルバレスが決勝進出を決めるも、アルバレスが川尻達也との試合で右眼球損傷、眼窩底骨折の疑いによるドクターストップで、リザーブマッチに勝利したヨアキム・ハンセンが決勝に進出。決勝ではハンセンが青木にTKO勝ちを収めグランプリ優勝を果たし、初代DREAMライト級王座に認定された。

## 試合結果
第1試合 特別ルール 契約体重なし 5分2R
○  中村大介 vs.  アンディ・オロゴン ×
1R 3:41 腕ひしぎ十字固め
第2試合 ライト級グランプリ 準決勝 1R10分、2R5分
○  青木真也 vs.  宇野薫 ×
2R終了 判定3-0
※青木がグランプリ決勝進出。
第3試合 ライト級グランプリ 準決勝 1R10分、2R5分
○  エディ・アルバレス vs.  川尻達也 ×
1R 7:35 TKO（レフェリーストップ：パウンド）
※アルバレスのドクターストップによりリザーバーのハンセンがグランプリ決勝進出。
第4試合 ライト級グランプリ リザーブマッチ 1R10分、2R5分
○  ヨアキム・ハンセン vs.  ブラックマンバ ×
1R 2:33 腕ひしぎ十字固め
第5試合 フェザー級ワンマッチ（63kg契約） 1R10分、2R5分
○  ジョセフ・ベナビデス vs.  KODO ×
1R 2:42 フロントチョーク
第6試合 ウェルター級ワンマッチ 1R10分、2R5分
○  弘中邦佳 vs.  宮澤元樹 ×
1R 8:57 TKO（ドクターストップ：左瞼カット）
第7試合 フェザー級ワンマッチ（64kg契約） 1R10分、2R5分
○  所英男 vs.  山崎剛 ×
2R終了 判定3-0
第8試合 ミドル級ワンマッチ 1R10分、2R5分
○  秋山成勲 vs.  柴田勝頼 ×
1R 6:34 袖車絞め
第9試合 ヘビー級ワンマッチ 1R10分、2R5分
○  アリスター・オーフレイム vs.  マーク・ハント ×
1R 1:11 V1アームロック
第10試合 ライト級グランプリ 決勝 1R10分、2R5分
○  ヨアキム・ハンセン vs.  青木真也 ×
1R 4:19 TKO（レフェリーストップ：パウンド）
※ハンセンがグランプリ優勝。